# Ufa lithosella
Ufa lithosella är en fjärilsart som beskrevs av Émile Louis Ragonot 1887. Ufa lithosella ingår i släktet Ufa och familjen mott. Inga underarter finns listade i Catalogue of Life.